# Instinto felino
Instinto felino es el cuarto álbum de estudio de la banda mexicana Comisario Pantera. Salió a la venta el 16 de agosto de 2020 en formato físico y digital en México. Fue escrito por el vocalista de la banda; Darío Vital. Fue producido de manera independiente por los músicos Marcos Abner, Darío Vital, Marcos Durán, Herman Araujo y Roberto Valadez.
Se compone de siete canciones originales, del cual se extrajeron sencillos como «No es mi culpa que seas mala» y «Lo que nadie supo dar». Aunque también destacaron sencillos como «Enamorado». Una versión deluxe fue lanzada el 30 de noviembre de 2023 en la que se agregaron cinco nuevas canciones, además de una colaboración con Ramona.

## Antecedentes
Instinto felino cuyo título alude al instinto primario de supervivencia y refleja los tiempos de incertidumbre y adversidad que ha enfrentado el grupo. Este álbum se considera un testimonio de la resiliencia y la capacidad de adaptación en momentos difíciles, capturando la esencia de enfrentar desafíos a través de la música. Manteniendo el estilo de rock característico de la banda, también incorpora nuevas experiencias y aprendizajes en su producción. La canción «Fallaste» aborda temas de desamor y la honestidad personal, explorando cómo las personas enfrentan sus errores y asumen la responsabilidad en sus relaciones. Con Instinto felino, la banda realizó su primera gira por ciudades de España, incluyendo Madrid.

## Recepción
En el sitio web Rate Your Music recibió una puntuación de 3.00 sobre 5 estrellas.

## Lista de canciones
| Lista de canciones |                                |              |          |  |
| N.º                | Título                         | Escritor(es) | Duración |  |
| 1.                 | «Será lo que tú quieras»       | Darío Vital  | 3:03     |  |
| 2.                 | «Ansiedad»                     | Darío Vital  | 2:27     |  |
| 3.                 | «Enamorado»                    | Darío Vital  | 3:07     |  |
| 4.                 | «Volverás a mi»                | Darío Vital  | 2:29     |  |
| 5.                 | «No es mi culpa que seas mala» | Darío Vital  | 3:44     |  |
| 6.                 | «Lo que nadie supo dar»        | Darío Vital  | 3:08     |  |
| 7.                 | «Vete ya»                      | Darío Vital  | 3:08     |  |
| 20:27              |                                |              |          |  |

| Instinto felino (Deluxe) |                                       |          |  |
| N.º                      | Título                                | Duración |  |
| 1.                       | «Será lo que tú quieras (con Ramona)» | 3:03     |  |
| 2.                       | «Ansiedad»                            | 2:27     |  |
| 3.                       | «Enamorado»                           | 3:07     |  |
| 4.                       | «Volverás a mi»                       | 2:29     |  |
| 5.                       | «Como te lo digo»                     | 3:13     |  |
| 6.                       | «No es mi culpa que seas mala»        | 3:44     |  |
| 7.                       | «Vete ya»                             | 3:08     |  |
| 8.                       | «Lo que nadie supo dar»               | 3:08     |  |
| 9.                       | «Fallaste»                            | 2:36     |  |
| 10.                      | «Quédate un momento»                  | 3:03     |  |
| 11.                      | «Envía una señal»                     | 3:01     |  |
| 12.                      | «El futuro luce brillante»            | 4:01     |  |
| 36:00                    |                                       |          |  |

## Historial de lanzamiento
| País   | Fecha                | Formato(s)            | Sello         | Ref.  |
| ------ | -------------------- | --------------------- | ------------- | ----- |
| México | 16 de agosto de 2022 | CD + Descarga digital | Independiente | [ 1 ] |